# Paolo Ficalora
Paolo Ficalora (Castellammare del Golfo, 20 agosto 1933 – Castellammare del Golfo, 28 settembre 1992) è stato un imprenditore italiano, ucciso per mano della mafia.

## Biografia
Ficalora, capitano di lungo corso e poi gestore di un residence, fu ucciso dalla mafia nel 1992. Per lungo tempo la morte del capitano Ficalora è rimasta senza colpevoli e movente, lasciando spazio a supposizioni e ad illazioni.
A raccontare i veri motivi del suo assassinio è stato, nel corso del processo, l'ex boss di San Giuseppe Jato, Giovanni Brusca, collaboratore di giustizia. Ficalora fu ucciso per avere ospitato nel residence che gestiva il superpentito di Cosa Nostra Totuccio Contorno, nel periodo in cui era tornato in Sicilia. Del suo ospite ignorava l'identità che scoprì solo successivamente.
Ficalora venne assassinato, con diversi colpi di arma da fuoco, proprio davanti a quel residence in cui aveva dato ospitalità al pentito, dal mafioso Gioacchino Calabrò. 
Nel 2002, la vedova Ficalora, che per anni si era battuta per ottenere giustizia per la morte del marito subisce anche un'intimidazione: su un tavolo della sua abitazione trova un mazzo di fiori e alcuni proiettili.
La Corte d'assise d'Appello di Palermo ha confermato la sentenza di condanna all'ergastolo per Calabrò, emessa in primo grado e condannato a dodici anni di reclusione con il rito abbreviato Giovanni Brusca. La sentenza ha trovato conferma definitiva in Cassazione nel 2004.
Al capitano Paolo Ficalora sono state intitolate quattro borse di studio. Il comune di Castellammare del Golfo, nel 2004, gli ha intitolato una strada.